# Марзуки-Судирджо, Артати
Артати Марзуки-Судирджо (индон. Artati Marzuki-Sudirdjo; 19 апреля 1921, Салатига, Центральная Ява, Голландская Ост-Индия — 15 июня 2011, Индонезия) — индонезийский политический и государственный деятель, дипломат. Министр образования и культуры Индонезии (27 августа 1964 — 22 февраля 1966).

## Биография
Окончила государственную среднюю школу в Бандунге, Западная Ява, Голландская Ост-Индия.
В 1949 году поступила на работу в Министерство иностранных дел Индонезии. Многократно участвовала в работе индонезийских делегаций на различных мероприятия ООН в Нью-Йорке.
Представляла Индонезию в Международном агентстве по атомной энергии.
В 1958-1961 — советник посольства Индонезии в Италии.
В 1961—1964 годах возглавляла департамент МИД по взаимодействию с ООН.
В августе 1964 года была назначена президентом Сукарно на пост Министра образования и культуры. Находилась в этой должности до февраля 1966 года. После завершения министерских полномочий вернулась на дипломатическую службу и до начала 1980-х годов занимала различные руководящие должности в центральном аппарате МИД. 
В 1982—1983 годах — посол Индонезии в Швейцарии, в 1983 — 1987 годах — посолом Индонезии в Австрии.